# 水蔗草孢堆黑粉菌
水蔗草孢堆黑粉菌（学名：Sporisorium apludae）是属于黑粉菌目黑粉菌科孢堆黑粉菌属的一种真菌，寄生在水蔗草上。该种分布于中国、印度、巴基斯坦等地。